# Southern Empress (schip, 1914)
De Southern Empress was een Brits walvis-fabrieksschip. Ze werd gebouwd in 1914 op de scheepswerf, door William Doxfort & Sons Ltd. Sunderland. De eigenaar was Christian Salvesen & Co. Edinburgh met Leith als thuishaven. Ze had een bemanning van 125 man, een eigen gewicht van 12.398 ton en de lading bedroeg 11.700 ton stookolie en een deklading van 11 kleinere Landing Craft-boten en 10 grote Landing Craft Infantry-schepen van elk 52 ton en een van 291 ton. Haar reisroute begon in New Orleans – New York, samen met konvooi SC-104 op 3 oktober 1942, naar Glasgow, Schotland. De walvisvaarder werd opgevorderd door de Britse Admiraliteit en omgebouwd voor vrachtvervoer in konvooidienst. De walvisvangst lag tijdens de oorlog stil.

## Geschiedenis
Ze werd aanvankelijk gebouwd als stoomtanker San Jeronimo. In 1928 omgebouwd als walvis-fabrieksschip South Empress voor Southern Whaling  & Sealing Co. Ltd, Londen. Met het uitbreken van de Tweede Wereldoorlog werd elk vrachtschip of eender ander schip, waarvoor ze ook diende, opgevorderd door de geallieerden. Ze werden meestal ingezet in konvooien.

### Haar ondergang
Om 00.04 uur, 00.12 uur en 00.13 uur op 14 oktober 1942, vuurde de U-221, onder bevel van Hans-Hartwig Trojer, zijn torpedo's af op verscheidene schepen die in colonne voerden in konvooi SC-104, die ten noordoosten van St. John's, Newfoundland en Labrador, Canada, kruiste. Trojer liet drie schepen tot zinken brengen van 13.000 brt. Hij zag via zijn periscoop, hoe het eerste schip in twee stukken brak en na 10 minuten wegzonk. Een tweede schip kwam eveneens op de verlieslijst en zinkende geluiden werden gehoord van een derde schip. Echter, alleen de Susana werd geraakt tijdens deze aanvallen. Om 00.32 uur werd een vierde aanval uitgevoerd, waarin de South  Empress ernstig werd geraakt en later wegzonk naar de oceaanbodem door de fatale torpedotreffers van de U-221 om 03.21 uur in positie 53°40’ N. en 40°40’ W. Met haar verdwenen eveneens belangrijke landingsvaartuigen voor de geallieerden.
Kapitein Olaf Hansen, de gezagvoerder, 23 bemanningsleden, 20 DBS en vier kanonniers van de Southern Empress, verloren allen hierbij het leven. 44 bemanningsleden, 31 DBS en twee kanonniers werden opgepikt door het korvet HMS Potentilla (K 214) (LtCdr. Monsson), en overgebracht naar het Noorse walvis-fabrieksschip Suderøy die hen naar Liverpool brachten. 11.700 ton stookolie en een belangrijke deklading aan militaire landingsvaartuigen gingen met het schip verloren.

## Meerdere verliezen
Elf kleine Britse landingsvaartuigen en de volgende 10 grotere landingsschepen (Landing Craft Infantry) gingen hierbij verloren aan boord van de Southern Empress: HMS LCM-508, HMS LCM-509, HMS LCM-519, HMS LCM-522, HMS LCM-523, HMS LCM-532, HMS LCM - 537, HMS LCM-547, HMS LCM-620 (allen 52 ton) en HMS LCT-2006 (291 ton).
Van de 125-koppige bemanningsleden waren er 48 doden en 77 overlevenden.